# One (Kool-Savas-und-Azad-Album)
One (englisch für „Eins“) ist ein Kollaborationsalbum der deutschen Rapper Kool Savas und Azad. Es erschien am 29. März 2005 über die Labels Sony BMG, Optik Records, Bozz Music und Subword als Basis-Version und Limited-Edition.

## Produktion
Die Beats für das Album stammen sowohl von den deutschen Produzenten Sti, Monroe und Martelli als auch von den amerikanischen Produzenten Needlz, Sholar, L.E.S. und Kwamé. Des Weiteren steuerten auch Kool Savas und Azad selbst ein beziehungsweise zwei Instrumentals bei. Der Bonussong wurde von dem deutschen Rapper Amar produziert.

## Covergestaltung
Das Albumcover ist größtenteils in grauen Farbtönen gehalten. Es zeigt Azad und Kool Savas, beide bekleidet mit Jacke, Kette und Cap, vor einer Hausecke stehend. An der Hauswand sieht man eine Faust mit dem Schriftzug One. Im oberen Teil des Bildes befindet sich der Schriftzug KoolSavas&Azad in grau.

## Gastbeiträge
Lediglich auf zwei Liedern des Albums sind neben den beiden Rappern andere Personen zu hören. So wird der Refrain des Stücks All 4 One von einem Kinderchor gesungen. Der deutsche Soul- und R&B-Sänger Xavier Naidoo hat einen Gastauftritt bei Was hab ich dir angetan.

## Titelliste
| #  | Titel                    | Gastbeiträge  | Produzent  | Länge |
| -- | ------------------------ | ------------- | ---------- | ----- |
| 1  | Intro                    |               | L.E.S.     | 1:08  |
| 2  | Monstershit              |               | Monroe     | 3:29  |
| 3  | All 4 One                | Kinderchor    | L.E.S.     | 3:34  |
| 4  | Banana 2                 |               | Sti        | 3:25  |
| 5  | Tollwut                  |               | Azad       | 3:34  |
| 6  | No No No                 |               | Needlz     | 4:02  |
| 7  | Bis ihr nicht mehr könnt |               | Kwamé      | 3:41  |
| 8  | Guck My Man              |               | Monroe     | 3:32  |
| 9  | Ich bin Rap              |               | Sholar     | 4:11  |
| 10 | Alles was geht           |               | Kool Savas | 3:29  |
| 11 | War                      |               | Azad       | 3:13  |
| 12 | Panik-Skit               |               |            | 0:18  |
| 13 | Was hab ich dir angetan  | Xavier Naidoo | Martelli   | 4:07  |

Bonussong der Limited-Edition:
| #  | Titel                        | Gastbeiträge | Produzent | Länge |
| -- | ---------------------------- | ------------ | --------- | ----- |
| 14 | Monstershit (Amargeddon RMX) |              | Amar      | 4:09  |

+ Making of: ONE – The Production of the Album

+ Making of: Monstershit

## Chartplatzierungen und Singles
Das Album stieg in der 15. Kalenderwoche des Jahres 2005 auf Platz 5 in die deutschen Charts ein und konnte sich 26 Wochen in den Top 100 halten. In den deutschen Jahrescharts 2005 belegte der Tonträger Rang 64.
Als Singles wurden Monstershit, All 4 One und Guck My Man veröffentlicht.

## Verkaufszahlen und Auszeichnungen
One erhielt im Jahr 2023 in Deutschland für mehr als 100.000 verkaufte Einheiten eine Goldene Schallplatte.

| Land/Region        | Auszeichnungen für Musikverkäufe (Land/Region, Auszeichnung, Verkäufe) | Verkäufe |
| ------------------ | ---------------------------------------------------------------------- | -------- |
| Deutschland (BVMI) | Gold                                                                   | 100.000  |
| Insgesamt          | 1× Gold ·                                                              | 100.000  |

## Rezeption
| Professionelle Bewertungen | Professionelle Bewertungen |
| -------------------------- | -------------------------- |
| Kritiken                   |                            |
| Quelle                     | Bewertung                  |
| laut.de                    | [ 6 ]                      |

Philipp Gässlein von laut.de bewertete das Album mit vier von möglichen fünf Punkten und bezeichnet es als „eine Monstercollabo, für die sich alles Warten gelohnt hat“ sowie als „Höhepunkt des Deutschrapjahres 2005“. Die Styles der beiden Rapper würden sich gut ergänzen und auch die Produktionen seien durchweg gelungen. Lediglich die Lieder "Alles was geht", "Banana II" und "Was hab ich dir angetan" fielen etwas aus dem Rahmen.